# Eupelmus bilingae
Eupelmus bilingae är en stekelart som beskrevs av Girault 1923. Eupelmus bilingae ingår i släktet Eupelmus och familjen hoppglanssteklar. Inga underarter finns listade i Catalogue of Life.